# Cheilanthes sarmientoi
Cheilanthes sarmientoi är en kantbräkenväxtart som beskrevs av Ponce. Cheilanthes sarmientoi ingår i släktet Cheilanthes och familjen Pteridaceae. Inga underarter finns listade.